# در گاراژ

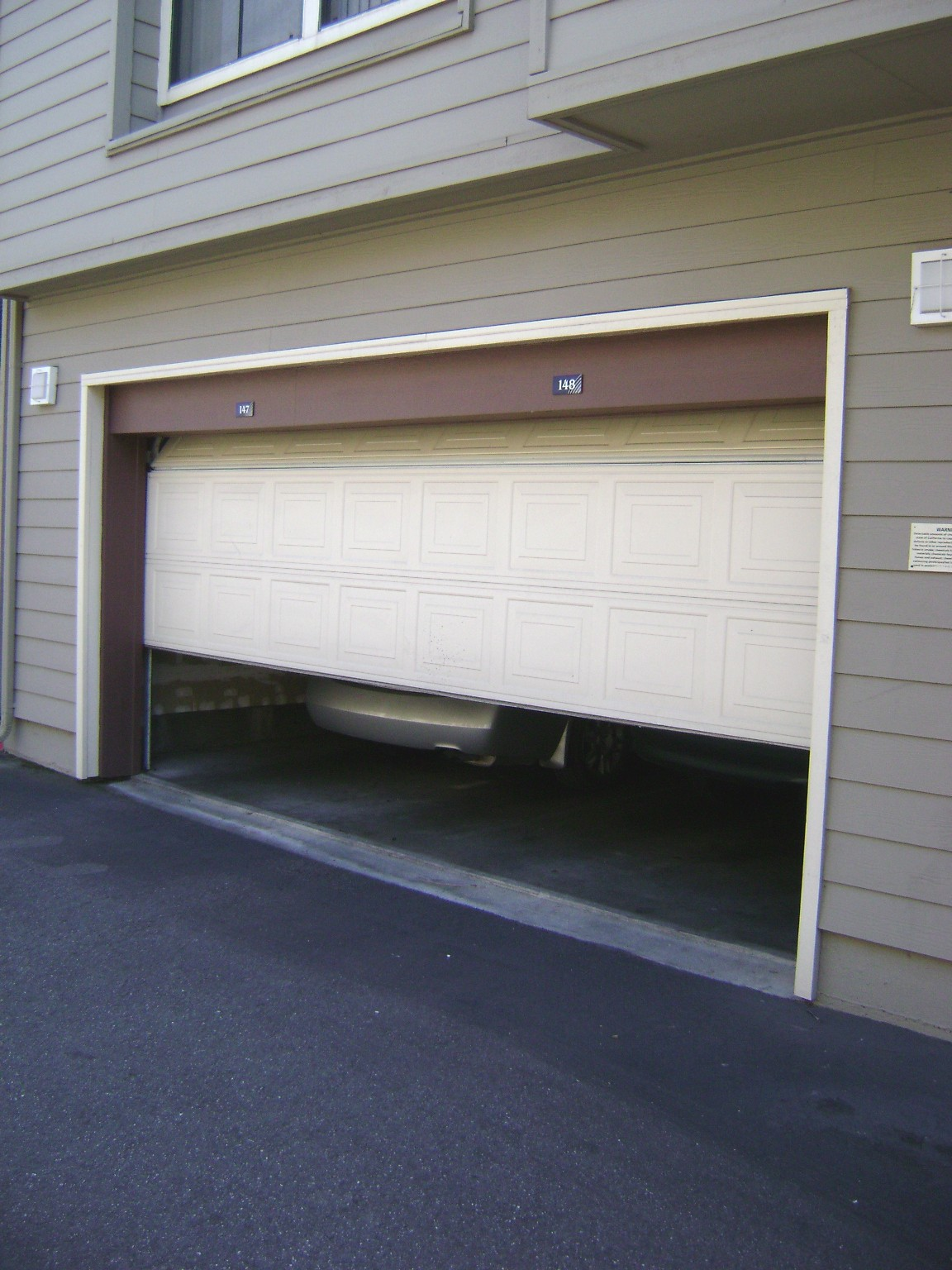
یک در اتوماتیک سکشنال

در گاراژ یا پارکینگ، در بزرگی است که بااستفاده از دست یا دربازکن‌های اتوماتیک باز می‌شود. این در برای عبور و مرور ماشین باید به‌اندازه کافی بزرگ باشد. درهای اتوماتیک گاراژ امروزه کاربرد فراوان دارند.

## توضیحات

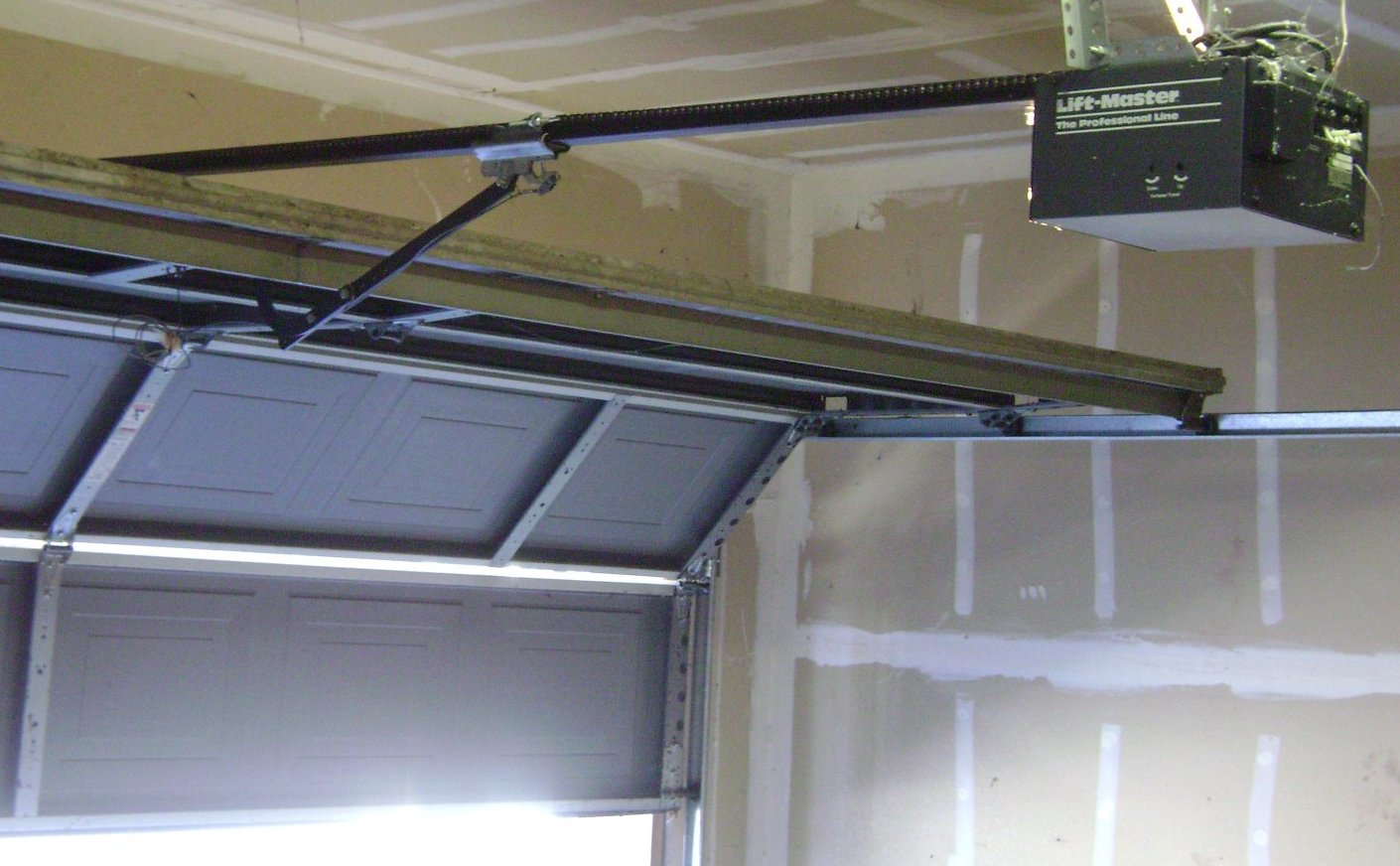
نمایی از در گاراژ زنجیری.

درِ گاراژ معمولاً از تیغه‌های آلومینیومی یا فولادی ساخته شده می‌شود که برای بالابردن آنها از موتورهای فنری استفاده می‌شود.
درهای ساخته‌شده از جنس فرفورژه، نوعی دیگر از درهای فلزی و آهنی است که با ابزارها و کوره مخصوص در مدل‌های متنوع گل-نر ده ساخته می‌شود. برای استفاده از در گل-نرده برای پارکینگ، در پشت درها برای باز و بسته شدن در، جک نصب می‌شود.

## انواع در گاراژ

### درب سکشنال گاراژ
درب سکشنال گاراژ یکی دیگر از انواع درب گاراژی است که با پنل‌های سکشنال تولید شده که با یک سری قطعات فلزی به یکدیگر متصل می‌شوند و امکان باز و بسته شدن را در زیر سقفی فراهم می‌کند.

### درب کرکره‌ای گاراژ
درب گاراژی کرکره‌ای یکی از باکیفیت‌ترین و ایمن‌ترین انواع درب پارکینگ سرپوشیده است که می‌تواند برای گاراژ مسکونی و صنعتی استفاده شود. درب‌های کرکره‌ای رول آپ هستند. به این معنا که بدون اشغال فضای اضافه، می‌توانند به سمت بالا یا پایین حرکت کنند و امنیت بالایی را نیز در محیط ایجاد کنند. 

### درب ریلی گاراژ
این نوع درب با جک ریلی کار می‌کند و عمدتا به صورت فلزی ساخته می‌شود. درب فلزی روی ریل حرکت کرده و به سمت چپ یا راست باز می‌شود. این نوع درب‌ها معمولا یک طرفه طراحی می‌شوند و استهلاک آن‌ها نیز نسبتا پایین است. با این حال عیب آن‌ها نیاز به فضای مناسب برای باز شدن یک طرفه و همچنین تحت تاثیر قرار گرفتن از فرونشست زمین است. از همین جهت، شهرهایی که به شدت تحت تاثیر فرونشست هستند، بهتر است که از این نوع درب استفاده نکنند.